# Авілов Олег Володимирович
Олег Володимирович Авілов (нар. 12 травня 1914, місто Оренбург, тепер Оренбурзької області, Російська Федерація — 1991, місто Київ) — український радянський діяч, завідувач відділу хімічної промисловості ЦК КПУ, міністр хімічної промисловості Української РСР. Депутат Верховної Ради УРСР 7—10-го скликань. Кандидат у члени ЦК КПУ в 1966—1971 р. Член ЦК КПУ в 1971—1986 р.

## Біографія
Народився в родині перекладача. Закінчив 8-річну школу, Куйбишевський технікум будівельних матеріалів РРФСР.
Освіта вища. У 1936 році закінчив Куйбишевський індустріальний інститут РРФСР, інженер-технолог неорганічних речовин.
У 1937—1939 роках — начальник зміни, старший інженер Кемеровського азотно-тукового заводу РРФСР. У 1939—1941 роках — старший інженер, заступник та виконувач обов'язків начальника цеху Дніпродзержинського азотно-тукового заводу Дніпропетровської області.
У 1941—1945 роках — начальник цеху, старший інженер Дзержинського заводу імені Калініна Горьковської області РРФСР.
Член ВКП(б) з 1944 року.
У 1945—1949 роках — у службовому відрядженні з демонтажу обладнання в окупованій східній Німеччині.
У 1949—1956 роках — начальник центрально-заводської лабораторії, секретар партійного бюро, технічний керівник, начальник цеху, у 1956—1958 роках — начальник виробничо-технічного відділу, у 1958—1962 роках — головний інженер Дніпродзержинського азотно-тукового заводу Дніпропетровської області.
У 1962—1963 роках — начальник відділу хімії, нафти і газу Державного комітету Ради Міністрів Української РСР з координації науково-дослідних робіт.
У лютому 1963 — січні 1970 року — завідувач відділу хімічної промисловості і нафтопереробки ЦК КПУ.
12 січня — липень 1970 року — міністр хімічної промисловості Української РСР.
У 1970—1984 роках — завідувач відділу хімічної промисловості ЦК КПУ.
Потім — на пенсії у Києві.

## Нагороди
- ордени
- медалі
- заслужений працівник промисловості Української РСР (8.05.1974)